# Michael Gambon
Michael Gambon, född 19 oktober 1940 i Dublin, Irland, död 27 september 2023 i Witham, Essex, var en irländsk-brittisk skådespelare.

## Biografi
Gambon kom till Storbritannien från Irland som sexåring, och växte upp i London efter det. Han spelade huvudrollen i den brittiska TV-serien Den sjungande detektiven (1986), en roll som han blev mycket uppmärksammad för. 1992 spelade han Kommissarie Maigret i en brittisk TV-serie om Georges Simenons franska polis. Efter Richard Harris bortgång gjorde Gambon rollen som Albus Dumbledore från och med den tredje delen i filmerna om Harry Potter.  
Han deltog i TV-serien Top Gear 2002, där Jeremy Clarkson namngav sista kurvan i deras testbana efter Gambon, då denne nästan välte en bil där.
Gambon avled 27 september 2023, 82 år gammal, i sviterna av en lunginflammation.

## Filmografi i urval
- 1965 – Othello
- 1986 – Den sjungande detektiven (TV-serie)
- 1989 – En torr vit årstid
- 1989 – Kocken, tjuven, hans fru och hennes älskare
- 1992 – Kommissarie Maigret (TV-serie)
- 1997 – Duvans vingslag
- 1999 – The Insider
- 1999 – Sleepy Hollow
- 2000 – Slutspel
- 2001 – Främlingar
- 2001 – Gosford Park
- 2002 – Ali G Indahouse
- 2002 – Path to War
- 2003 – Open Range
- 2003 – Sylvia
- 2004 – Harry Potter och fången från Azkaban
- 2004 – Being Julia
- 2004 – Layer Cake
- 2004 – Sky Captain and The World of Tomorrow
- 2004 – Life Aquatic
- 2005 – Harry Potter och den flammande bägaren
- 2006 – Omen
- 2006 – Den innersta kretsen
- 2006 – Amazing Grace
- 2007 – The Good Night
- 2007 – Harry Potter och Fenixorden
- 2008 – En förlorad värld
- 2008 – Harry Potter och halvblodsprinsen
- 2009 – Emma (TV-serie)
- 2009 – Den fantastiska räven (röst)
- 2010 – The Book of Eli
- 2010 – Harry Potter och dödsrelikerna – Del 1
- 2010 – Doctor Who (TV-serie)
- 2010 – The King's Speech
- 2011 – Harry Potter och dödsrelikerna – Del 2
- 2012 – Quartet
- 2012 – Ivan the Fool
- 2014 – Paddington (röst)
- 2015–2018 – Fortitude (TV-serie)
- 2016 – Dad's Army
- 2016 – Viceroy's House
- 2016 – The Hollow Crown (TV-serie)
- 2017 – Kingsman: The Golden Circle
- 2017 – Paddington 2 (röst)
- 2017 – Victoria & Abdul
- 2017 – Unga kvinnor (TV-serie)
- 2017 – Utan rädsla (TV-serie)
- 2018 – Johnny English Strikes Again (cameo)
- 2019 – Judy